# 青森県道265号鶴田五所川原自転車道線
青森県道265号鶴田五所川原自転車道線（あおもりけんどう265ごう つるたごしょがわらじてんしゃどうせん）は、青森県北津軽郡鶴田町から五所川原市を結ぶ県道（自転車道路）である。

## 概要

### 路線データ
- 総延長 : 25.0 km（うち、つがる市柏桑野木田浅井付近の100m程の区間のみ未完成[1]。
- 起点：北津軽郡鶴田町[2]
- 終点：五所川原市[2]
- 重要な経過地：つがる市柏[2]

## 歴史
- 1989年（平成元年）8月2日 - 県道に認定される[2]。

## 地理

### 通過する自治体
- 北津軽郡鶴田町
- つがる市
- 五所川原市